# کل‌ول، قلمرو پایتختی استرالیا
کل‌ول (به انگلیسی: Calwell) یک حومه شهر در استرالیا است که در قلمرو پایتختی استرالیا واقع شده‌است.